# Château en Suède (téléfilm, 1964)
Pour les articles homonymes, voir Château en Suède.
Château en Suède est un téléfilm français réalisé par André Barsacq en 1964 d'après l'œuvre de Françoise Sagan

## Fiche technique
- Réalisation : André Barsacq
- Scénario : d'après la pièce de Françoise Sagan Château en Suède
- Diffusion : ORTF, Radio Télévision Belge
- Dates de première diffusion :
  - 7 novembre 1964 ( France)
  - 11 juin 1965 ( Belgique)

## Distribution
- Philippe Noiret : Hugo
- Françoise Brion : Elenore
- Jacques François : Sebastien
- Marcelle Arnold : Agathe
- Annie Noël : Ophelie
- Henri Piégay : Frederic
- May Chartrette : La Grand Mere
- Marc Eyraud : Gunther